# Castello di Pottschach
Il castello di Pottschach (Schloss Pottschach in tedesco) si trova nell'omonimo villaggio del comune austriaco di Ternitz nel distretto di Neunkirchen, in Bassa Austria, e le sue prime strutture risalgono almeno al XIV secolo.

## Storia

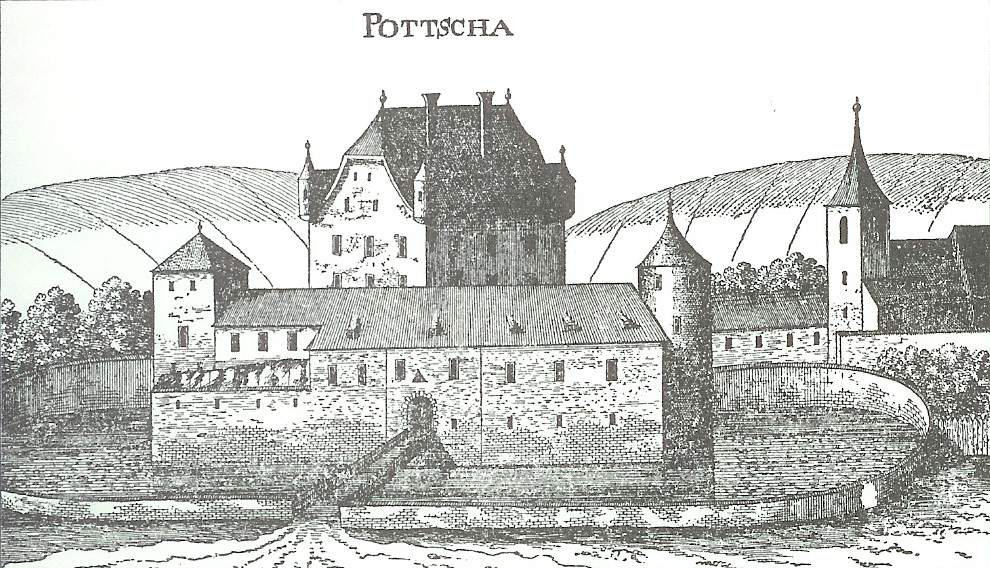
Il castello di Pottschach in un'incisione di Georg Matthäus Vischer realizzata nel 1672

La prima citazione su un testo che ricorda il primitivo castello di Pottschach risale al 1163, quando il "Dietricus de Potsa" è menzionato come ministeriale degli Ottocari della Stiria. In testi successivi viene dichiarato che l'allora castello con fossato di Pottschach fu costruito nel 1395 da Hans von Pottschach. Nel XV secolo qui risiedettero le famiglie nobili dei Fronauer, dei Krottendorfer e degli Hagen. Il castello venne anche temporaneamente occupato dai Magiari. Alla fine del XV secolo la fortezza, dopo l'acquisizione da parte di Balthasar Hagen, venne ceduta a Bernhard Ursenbeck. Il barone Georg Bernhard Ursenbeck ne decise la parziale demolizione e riscostruzione in forme rinascimentali. In quel periodo il territorio austriaco si trovava a rischio d'invasione da parte dei turchi e quindi il maniero venne fortificato con torri merlate. L'ultimo esponente della famiglia Urschenpöck lo vendette al barone Daniel von Pach nel 1687; in seguito, per via ereditaria, passò al conte Johann Franz Anton von Walsegg. Il castello rimase alla famiglia Walsegger fino al 1830, quando venne ceduto al principe Giovanni I Giuseppe del Liechtenstein. Il castello da quel momento non fu più abitato, venne quasi abbandonato e utilizzato come deposito e granaio. Ormai ridotto in rovina, nel 1865 Giovanni II decise di restaurarlo. La principessa Franziska Kinsky von Wchinitz und Tettau verso la fine del XIX secolo decise che il fossato venisse interrato e parte del porticato demolito. Subito dopo il castello venne venduto a privati. Nel 1891 il proprietario risulta essere Eduard Figdor e tale proprietà non è più mutata, appartenendo ancora per via ereditaria alla famiglia Burtscher.

## Descrizione

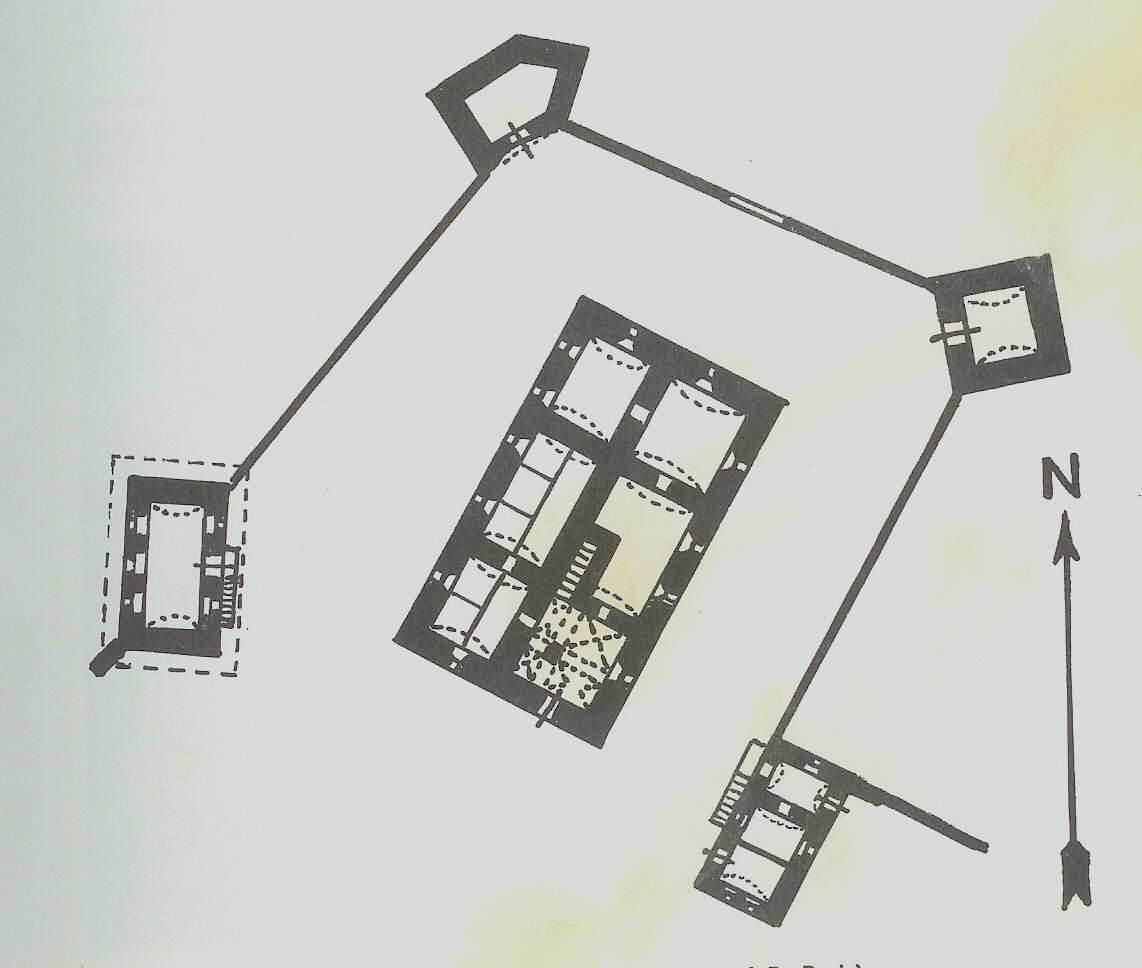
Pianta del castello

Il castello si trova nell'omonimo villaggio del comune austriaco di Ternitz, nel distretto di Neunkirchen, in Bassa Austria. Appare preceduto da un ampio piazzale e l'antico fossato risulta ancora visibile in tracce nella sua posizione originaria. Alcuni lati della struttura sono parzialmente circondati dalla cinta muraria primitiva e sono rimaste le quattro torri difensive. Tre di queste hanno la classica base rettangolare, mentre la quarta, più antica, ha base pentagonale. L'edificio principale a tre piani è parzialmente ricoperto di vegetazione e le decorazioni originali a graffito sono appena visibili. Nel piano alto, il sottotetto, rimangono una serie di feritoie destinate alle piccole artiglierie e utilizzabili come punti di vedetta. Al primo piano sporge dalla facciata un bovindo a tre lati. Le finestre al piano terra confermano che l'edificio rinascimentale venne ricostruito a fini abitativi senza tuttavia dimenticare le origini militari. I due piani superiori mostrano finestre rettangolari di maggiore ampiezza. Sulla facciata il portale rinascimentale permette di accedere al salone dell'ingresso a volta a vela con decorazioni in stucco; da questo locale una scalinata conduce al salone del primo piano. Le stanze del secondo piano hanno soffitti prevalentemente in legno. L'ex chiesa del castello, che si trova a sud-est, era un tempo collegata con un passaggio merlato e vi si conservano importati affreschi risalenti al XVII secolo. Sulle mura sono conservate diverse lapidi in marmo che ricordano ex signori del castello.
Il castello di Pottschach è un bene sottoposto in Austria a tutela artistica col numero 33200.